# Antonyà
Antonyà és un paratge a cavall dels termes municipals de Salàs de Pallars i de Tremp, al Pallars Jussà.
Es tracta d'un paratge boscós situat dalt de la carena que continua cap al nord-oest des de Sant Pere Màrtir, i que fa de límit entre els dos termes municipals esmentats. Està situat a l'est de Santa Engràcia, al nord-oest de Salàs de Pallars i al sud-oest del Mas del Balust.